# Марк Анний Мессала
Марк Анний Мессала (лат. Marcus Annius Messala) — римский политический деятель второй половины I века.
Возможно, Мессала происходил из испанской провинции Бетика из всаднического рода. Предположительно, был родственником консула-суффекта 90 года Луция Корнелия Пузиона Анния Мессалы. Точно неизвестно, когда Мессала был включен в состав сената: либо в эпоху правления императора Клавдия в 47 году, либо при Веспасиане в 73/74 году. По одной из версий, в гражданской войне 69 года сражался на стороне Флавиев. В неизвестный год он находился на посту легата при проконсуле Африки. В 83 году Мессала занимал должность консула-суффекта.